# دونكريك (نيويورك)
دونكريك (بالإنجليزية: Dunkirk (town), New York)‏ هي بلدة أمريكية تقع في الولايات المتحدة في مقاطعة تشاتاقوا، نيويورك. يقدر عدد سكانها بـ 1,318 نسمة ومساحتها 16.3 كم2 وترتفع عن سطح البحر 205 متر.